# رونی چنگ
رونی چنگ (انگلیسی: Ronny Chieng؛ زادهٔ ۲۱ نوامبر ۱۹۸۵) کمدین، و وکیل اهل مالزی است. او هم‌اکنون با ترور نوآ در برنامه نمایش روزانه در کمدی سنترال همکاری می‌کند.
از فیلم‌ها یا برنامه‌های تلویزیونی که وی در آن نقش داشته‌است می‌توان به آسیاییهای خرپول و دوستان تعطیلات ۲ اشاره کرد و اخیراً در سال ۲۰۲۲ در فیلم ژانر وحشت به نام مگان در نقش دیوید لین مدیر شرکت ایفای نقش داشته است.